# Eleutherodactylus pirrensis
Eleutherodactylus pirrensis là một loài ếch trong họ Leptodactylidae. Chúng là loài đặc hữu của Panama.
Môi trường sống tự nhiên của nó là các khu rừng vùng núi ẩm nhiệt đới hoặc cận nhiệt đới.